# Gerry Monaghan
Pour les articles homonymes, voir Monaghan (homonymie).
Gerald Joseph Monaghan  (27 février 1915-2 juin 1973) est un homme politique provincial canadien de l'Ontario. Il représente Sudbury à l'Assemblée législative de 1955 à 1959.

## Biographie
Né à Thurso au Québec, Monaghan commence sa carrière politique en servant comme conseiller municipal de la ville de Sudbury avant d'être élu au parlement ontarien.
Reprenant la circonscription de Sudbury en 1955 pour les Progressistes-conservateurs, la circonscription avait été laissée vacante à la suite du décès en fonction du député Welland Gemmell. Monaghan est défait en 1959.